# 瓦爾納半島

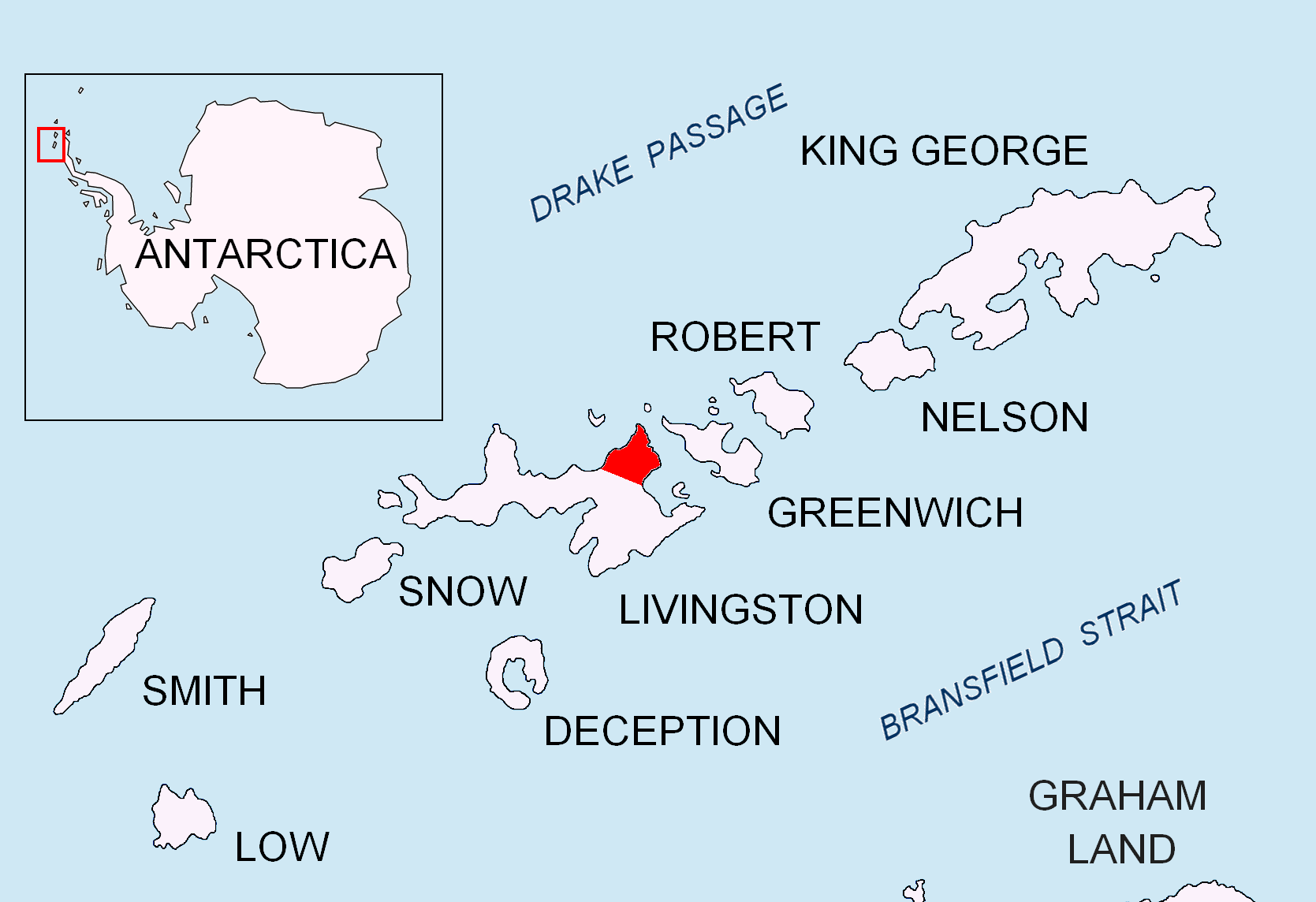

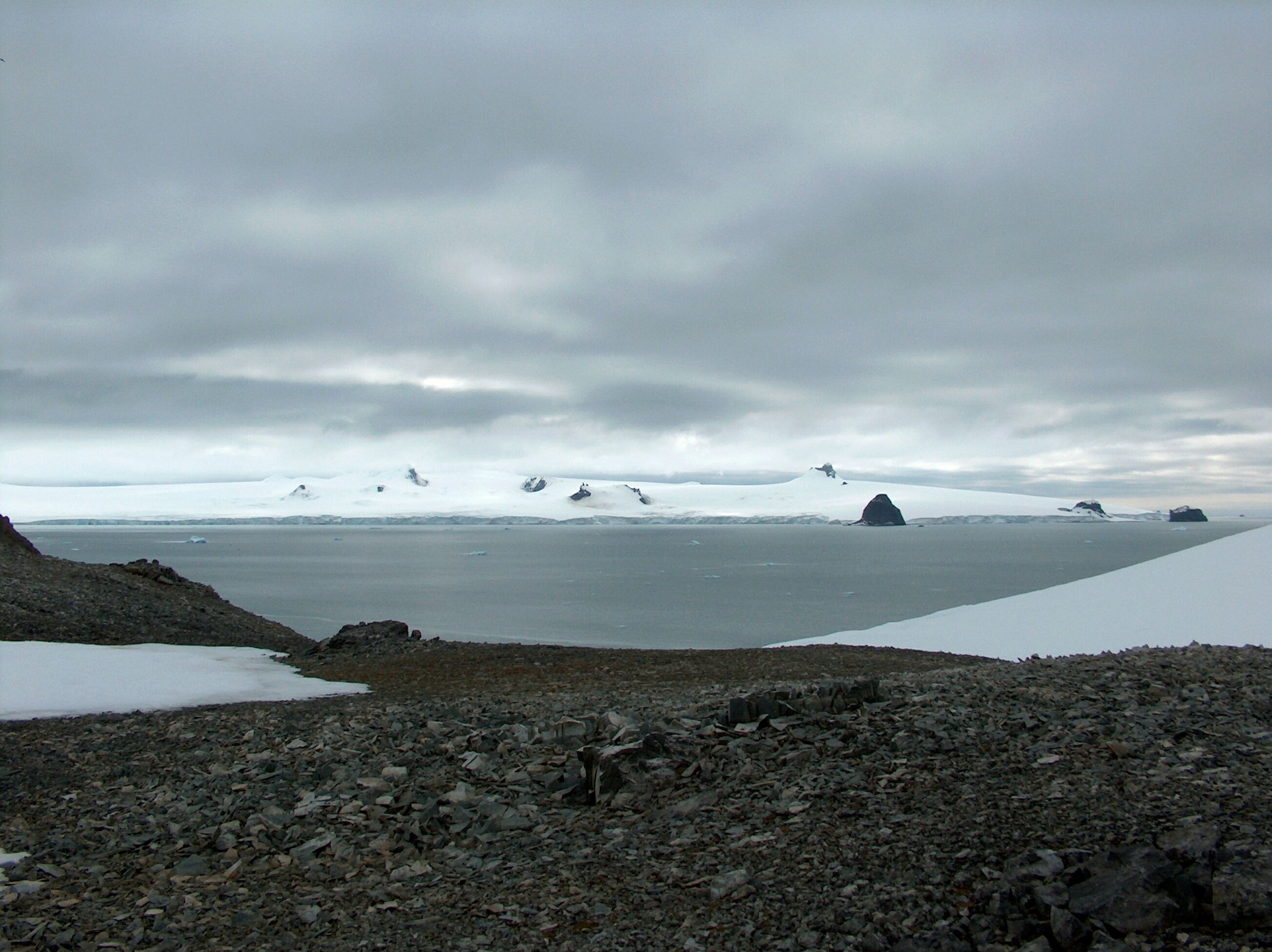

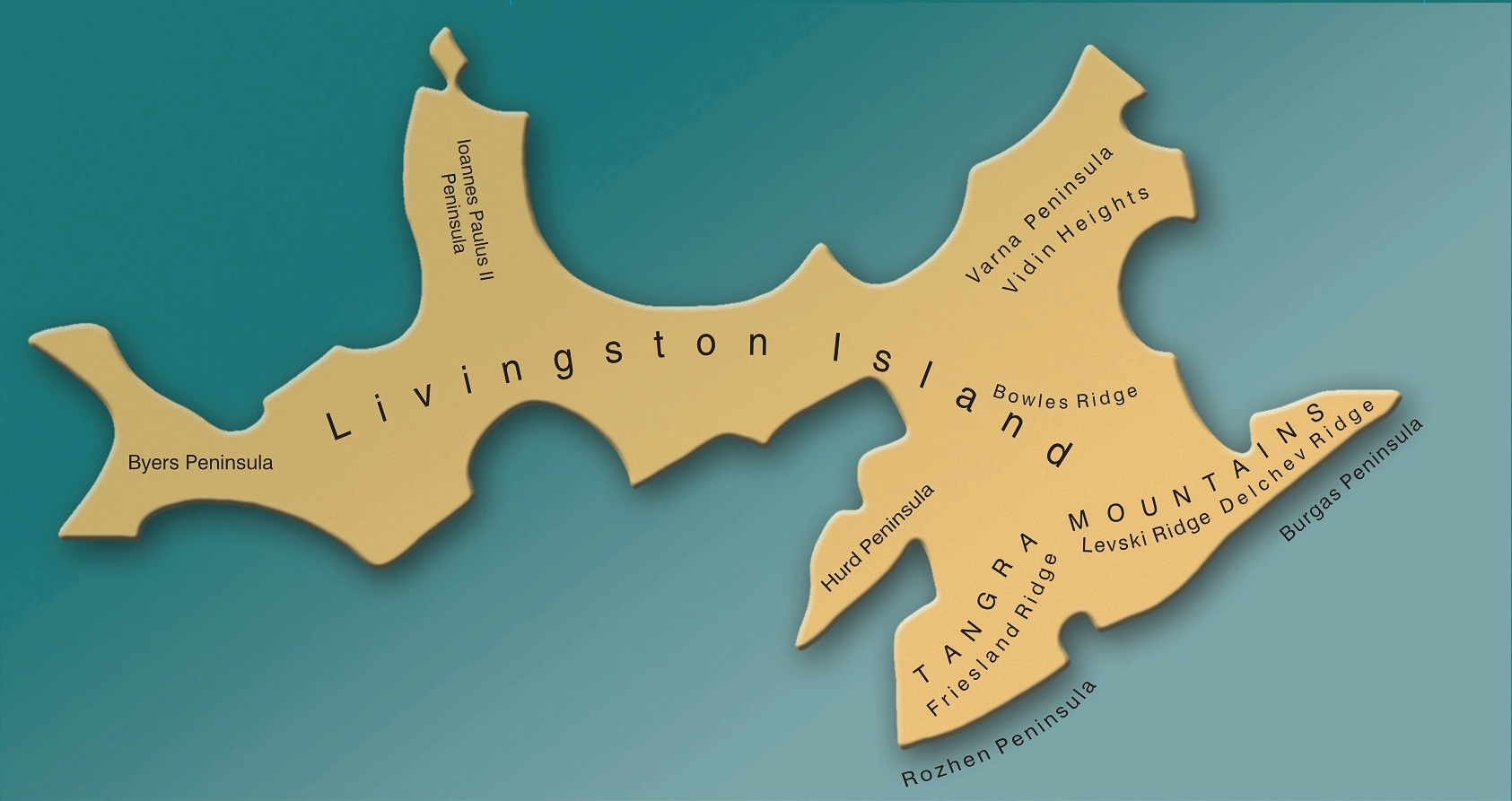

瓦爾納半島是南極洲的半島，位於南設得蘭群島的利文斯頓島東北部，長14公里、寬10公里，該半島以保加利亞城市瓦爾納命名，現時受南極條約管治。

## 外部連結
- SCAR Composite Antarctic Gazetteer（页面存档备份，存于）.